# Komarivka, Makariv
Komarivka (în ucraineană Комарівка) este o comună în raionul Makariv, regiunea Kiev, Ucraina, formată numai din satul de reședință.

## Demografie
Componența lingvistică a comunei Komarivka
     Ucraineană (98,8%)
     Rusă (1,2%)
Conform recensământului din 2001, majoritatea populației comunei Komarivka era vorbitoare de ucraineană (98,8%), existând în minoritate și vorbitori de rusă (1,2%).